# Commentari reali degli Inca
Commentari Reali degli Inca (Comentarios Reales de los Incas) è un libro dello scrittore peruviano Garcilaso de la Vega. Pubblicato a Lisbona nel 1609 dallo stampatore Pedro Crasbeeck, è generalmente considerato il capolavoro della  letteratura peruviana del periodo coloniale. Si tratta di un'opera monumentale in cui le memorie della tradizione incaica si uniscono alla narrazione della  conquista spagnola sviluppando un racconto tra il mito e la cronaca, tra la nostalgia di un passato irrecuperabile e la consapevolezza dell'incedere degli eventi. 
Garcilaso de la Vega cominciò a scrivere i Commentari nel 1590, all'età di cinquantun anni. Li concluse nel 1604, continuando ad apportarvi aggiunte e correzioni sino all'anno della pubblicazione, servendosi in parte di una storia degli imperi incaici scritta dal gesuita meticcio peruviano Blas Valera della quale non sono rimaste tracce.

## Edizioni italiane
- Inca Garcilaso de la Vega, Commentari Reali degli Incas, a cura di Francesco Saba Sardi, Milano, Rusconi, novembre 1977 - II ed. 1982,  pp. LXXIX-845.
- Garcilaso de la Vega, Commentari Reali degli Inca, traduzione di Francesco Saba Sardi, Collana I grandi tascabili, Milano, Bompiani, 2011,  p. 1017, ISBN 88-452-6662-1.